# (34120) 2000 PL28
2000 PL28 (asteroide 34120) é um asteroide da cintura principal. Possui uma excentricidade de 0.14671550 e uma inclinação de 7.60892º.
Este asteroide foi descoberto no dia 4 de agosto de 2000 por NEAT em Haleakala.